# Camptothecium woldenii
Camptothecium woldenii là một loài rêu trong họ Brachytheciaceae đã tuyệt chủng. Loài này được Grout mô tả khoa học đầu tiên năm 1917.